# Lizzano rosso
Il Lizzano rosso è un vino DOC la cui produzione è consentita nella provincia di Taranto.

## Caratteristiche organolettiche
- colore: rosso dal rubino al granato.
- odore: vinoso, gradevole, caratteristico.
- sapore: asciutto, armonico.

## Produzione
Provincia, stagione, volume in ettolitri
- Taranto  (1990/91)  300,49
- Taranto  (1991/92)  650,98
- Taranto  (1992/93)  650,98
- Taranto  (1994/95)  323,14
- Taranto  (1995/96)  1611,58
- Taranto  (1996/97)  965,58